# Coppa delle Alpi 1975
La Coppa delle Alpi 1975 è stata la quindicesima edizione del torneo. Vi hanno partecipato le squadre del campionato francese e svizzero.
Ad aggiudicarsi la competizione fu il Servette, che vinse per 3-0 la finale disputata contro il Basilea.

## Squadre partecipanti
- Basilea
- Bastia
- Losanna
- Nîmes
- Olympique Lione
- Servette
- Sion
- Stade Reims

## Fase a gironi

### Gruppo A
| Squadra #1      | Ris. | Squadra #2      |
| --------------- | ---- | --------------- |
| Basilea         | 2-2  | Olympique Lione |
| Basilea         | 2-1  | Stade Reims     |
| Olympique Lione | 1-1  | Losanna         |
| Stade Reims     | 2-1  | Losanna         |
| Basilea         | 2-2  | Olympique Lione |
| Basilea         | 4-3  | Stade Reims     |
| Olympique Lione | 3-1  | Losanna         |
| Stade Reims     | 1-0  | Losanna         |

| Squadra            | Punti | G | V | N | P | GF | GS | DR |
| ------------------ | ----- | - | - | - | - | -- | -- | -- |
| 1. Basilea         | 6     | 4 | 2 | 2 | 0 | 10 | 8  | +2 |
| 2. Olympique Lione | 5     | 4 | 1 | 2 | 1 | 8  | 6  | +2 |
| 3. Stade Reims     | 4     | 4 | 2 | 0 | 2 | 7  | 7  | 0  |
| 4. Losanna         | 1     | 4 | 0 | 1 | 3 | 3  | 7  | -4 |

### Gruppo B
| Squadra #1 | Ris. | Squadra #2 |
| ---------- | ---- | ---------- |
| Servette   | 2-1  | Nîmes      |
| Servette   | 3-0  | Bastia     |
| Nîmes      | 4-0  | Sion       |
| Bastia     | 2-0  | Sion       |
| Servette   | 1-0  | Nîmes      |
| Servette   | 4-4  | Bastia     |
| Nîmes      | 3-2  | Sion       |
| Bastia     | 2-2  | Sion       |

| Squadra     | Punti | G | V | N | P | GF | GS | DR |
| ----------- | ----- | - | - | - | - | -- | -- | -- |
| 1. Servette | 8     | 4 | 3 | 1 | 0 | 10 | 5  | +5 |
| 2. Nîmes    | 5     | 4 | 2 | 0 | 2 | 8  | 5  | +3 |
| 3. Bastia   | 4     | 4 | 1 | 2 | 1 | 8  | 9  | -1 |
| 4. Sion     | 1     | 4 | 0 | 1 | 3 | 4  | 11 | -7 |

## Finale
| Arbitro: | Peter Scherz |

|                                        |           |  |
| Barriquand 30’ Hussner 58’ Pfister 86’ | Marcatori |  |